# Bolo de cenoura

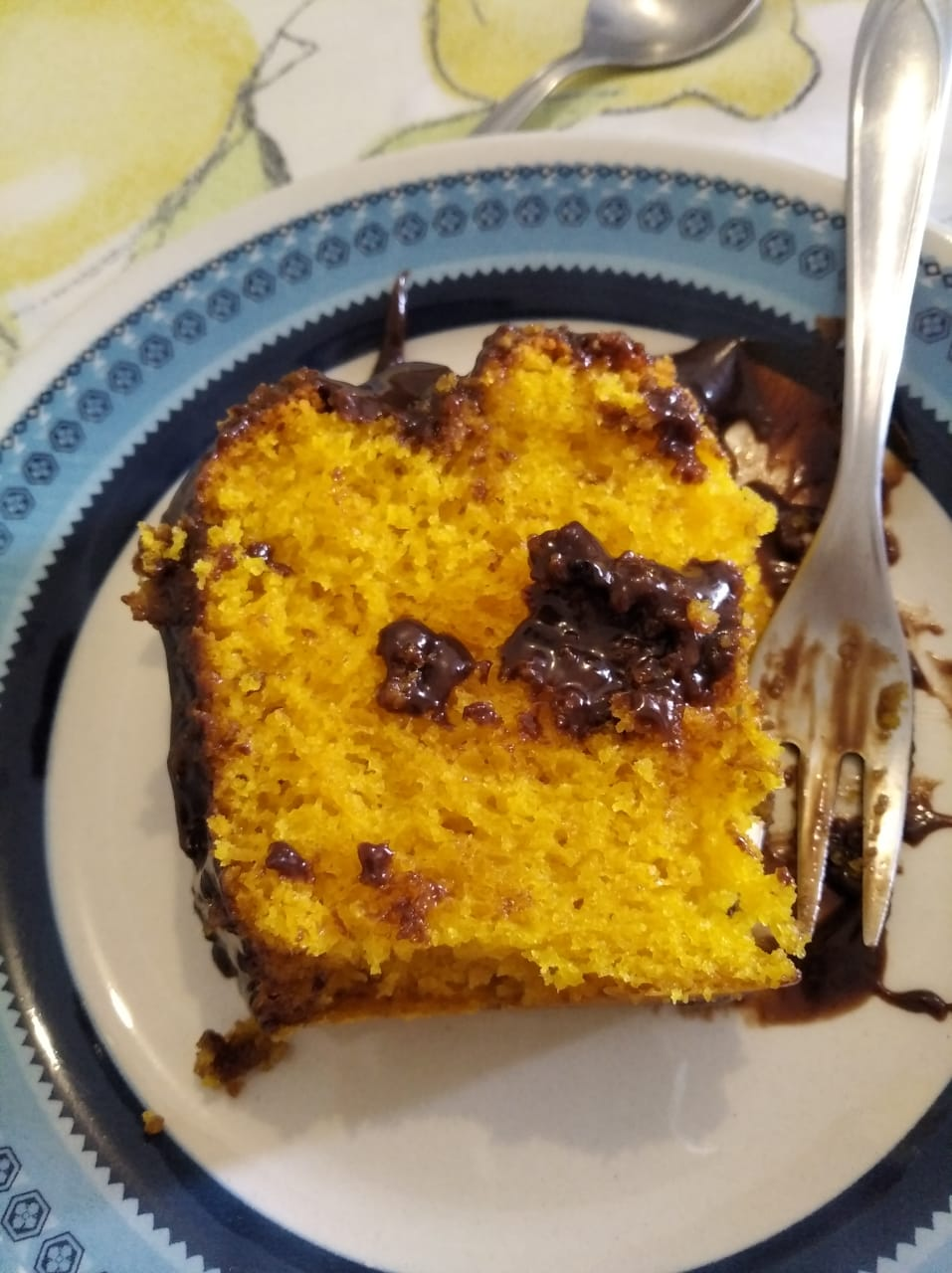
Um pedaço do bolo de cenoura clássico brasileiro.

O bolo de cenoura é um bolo doce com cenoura misturada dentro da massa.
Existem dois estilos distintos de bolos de cenoura, o primeiro onde a cenoura é ralada crua e adicionada a massa do bolo, ao cozer o bolo no forno a cenoura cozinha e fica tenra, criando um bolo denso e suave mas com um toque de frescura. A massa do bolo é feita com ovos, açúcar, óleo, cenouras, farinha de trigo e fermento. No outro tipo de bolo de cenoura, a cenoura é cozinhada antes de ser adicionada a massa do bolo, esta cria um bolo mais homogéneo e rico, menos denso mas mais cremoso. Em ambos os bolos a cor predominante é o laranja da cenoura e tipicamente são bolos cobertos de chocolate. As cenouras influenciam o sabor, textura e a aparência do bolo, além de serem ricas em vitamina A, C, B2 e B3.

## História

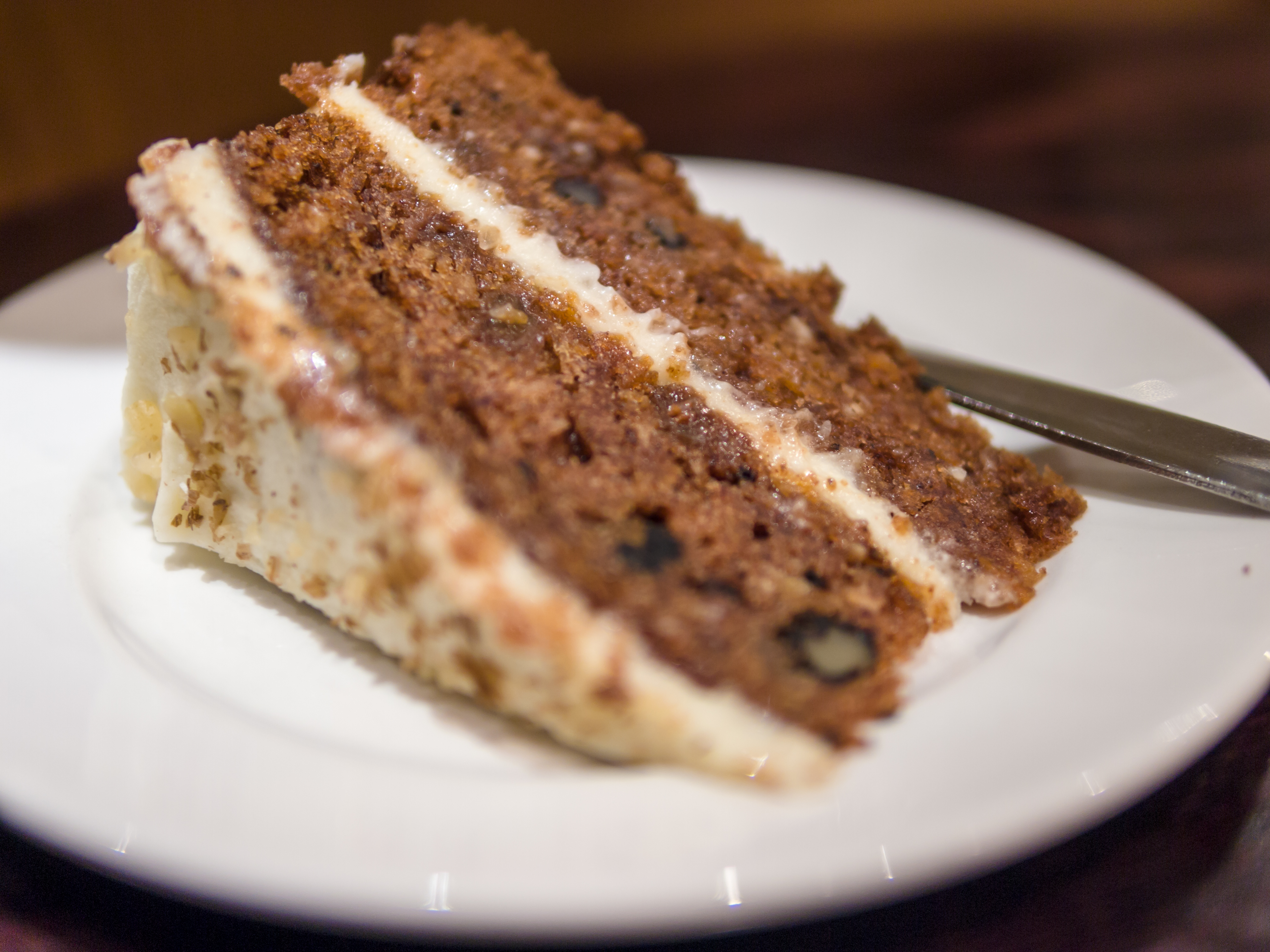
Um pedaço de bolo de cenoura à moda americana.

A origem desta receita é incerta, mas muitos historiadores acreditam que sua origem se deu em pudins de cenoura que faziam parte da alimentação dos europeus na Idade Média, época onde açucares e adoçantes eram caros, por isso, muitas pessoas usavam cenouras como substituto do açúcar.  Essas variações foram evoluindo, até passar a incluir uma crosta, como em tortas de abóbora, cozidas com molho, como pudim de ameixa.
Assim, com o passar dos tempos, sua popularidade diminuiu, porém com a Segunda Guerra Mundial, o bolo de cenoura foi revivido com o racionamento implantado no Reino Unido. 

## Brasil
No Brasil o bolo de cenoura é o mais pesquisado nos mecanismos de busca, vindo em seguida o bolo de fubá. A estimativa é que mais de um milhão de buscas são realizadas mensalmente só no Google.